# Johannes Abromeit
Johannes Abromeit (Paschleitschen (Prussia Orientale), 17 febbraio 1857 – Jena, 19 gennaio 1946) è stato un botanico tedesco.

## Biografia
Abromeit nacque nella città di Paschleitschen, nei pressi di Ragnit, nella Prussia Orientale.
Dal 1871 al 1876 studiò presso il Realgymnasium di Gumbinnen e presso il Realgymnasium auf der Burg di Königsberg nei due anni seguenti.
Tra il 1879 e il 1884, studiò Scienze Naturali, Letteratura Tedesca e Filosofia presso l'Università di Königsberg. Nel 1884 conseguì il dottorato di ricerca sotto la guida di Robert Caspary.
La sua vita lavorativa lo vide dal 1887 assistente di Botanica presso l'Istituto di Botanica di Königsberg.
Qui curò la collezione che Ernst Vanhöffen portò nel 1892 dalla Groenlandia occidentale.
Nel 1895 fu eletto membro dell'Accademia Cesarea Leopoldina. Nel 1898 pubblicò la sua opera principale Flora von West- und Ostpreußen.
Successivamente, dal 1900 fu lettore privato e dal 1911 Professore Straordinario di Botanica presso l'Università di Königsberg.
Andò in pensione nel 1930. Nel 1944 fuggì a Jena, ove morì nel 1946.
Per tutta la sua vita professionale, fu fortemente coinvolto nelle attività della Preussische Botanische Verein (Società Botanica Prussiana).
Le sue collezioni, che si trovavano a Königsberg, andarono distrutte nel 1945 a causa della II Guerra Mondiale.

## Onorificenze
Carl Christian Mez denominò il genere Abromeitia della famiglia Myrsinaceae e il genere Abromeitiella (oggi incluso nel genere Deuterocohnia) della famiglia Bromeliaceae in suo onore.

## Opere principali

### Monografie
- Ueber die Anatomie des Eichenholzes, Dissertazione Inaugurale a Königsberg, Berlino (1884)
- con Walther Neuhoff, Hans Steffen, A. Jentzsch e Gustav Vogel: Flora von West- und Ostpreußen., Berlino (1898–1940).
- Botanische Ergebnisse der von der Gesellschaft für Erdkunde zu Berlin unter Leitung Dr. v. Drygalski's ausgesandten Grönlandsexpedition nach Dr. Vanhöffen's Sammlungen bearbeitet (1899)
- Schutz der botanischen Naturdenkmäler in Ostpreußen (1907)
- Otto Wünsche (a cura di Johannes Abromeit): Die Pflanzen Deutschlands: eine Anleitung zu ihrer Kenntnis; 2. Höhere Pflanzen., IX edizione, Lipsia (1909).
- Kurzer Überblick über die Vegetationsverhältnisse von Ostpreussen (1910)

### Articoli
- Berichtigung des Sanio'schen Aufsatzes über die Zahlenverhältnisse der Flora Preussens., in: Schriften der physikalisch-ökonomischen Gesellschaft zu Königsberg., 25, 1885, pagg. 135–139.
- Bericht über die botanische Untersuchung des Kreises Ortelsburg., in: Schriften der physikalisch-ökonomischen Gesellschaft zu Königsberg., 28, 1888, pagg. 49–57.
- Bericht über die botanische Untersuchung der Gewässer des Kreises Schlochau durch Professor Caspary, nach dessen handschriftlichen Aufzeichnungen., in: Schriften der physikalisch-ökonomischen Gesellschaft zu Königsberg., 29, 1889, pagg. 86–93.
- Systematische Zusammenstellung der wichtigeren Funde von neuen Standorten., in: Schriften der physikalisch-ökonomischen Gesellschaft zu Königsberg., 31, 1891, pagg. 18–33.
- Systematisches Verzeichnis der im Sommer 1893 gesammelten bemerkenswerten Pflanzen., in: Schriften der physikalisch-ökonomischen Gesellschaft zu Königsberg., 35, 1895, pagg. 54–62.
- Bericht über die 38. Jahresversammlung des Preussischen Botanischen Vereins in Sensburg am 7. Oktober 1899., in: Schriften der physikalisch-ökonomischen Gesellschaft zu Königsberg., 41, 1900, pagg. 1–70.